# 그라킬리케라톱스
그라킬리케라톱스(Graciliceratops) ('우아한 뿔 달린 얼굴' 이란 뜻) 은 소형 각룡류 공룡으로 1975년에 마리안스카와 오스몰스카에 의해 보고되면서는 미크로케라톱스 고비엔시스(Microceratops gobiensis)로 분류되었다. 2000년에 폴 세레노가 이것을 다시 기재하면서 신속 신종으로 분류하였다. 몽골의 백악기 후기 지층에서 골격 일부만이 발견되었다. 유일한 종인 모식종은 그라킬리케라톱스 몽골리엔시스(Graciliceratops mongoliensis)이다.
그라킬리케라톱스는 몽골 고비 사막의 시레긴 가슌 지역, 네메그트 분지 북부에서 발견되었다. 시레긴 가슌 지역은 프로토케라톱스가 발견된 자도크타 지역보다 오래된 지층으로 생각되며 이른 백악기 후기의 연대인 것으로 보인다. 속의 유연관계는 불분명하지만 프릴에는 큰 구멍이 두개 있어 그 가운데를 가느다란 뼈가 가로지르고 있다. 이 구조는 후에 나타난 프로토케라톱스의 프릴과 매우 유사하다.
두개골의 길이는 20cm 정도이며, 전체 몸길이는 고양이 정도의 크기였을 것이다. 척추의 중심체와 돌기들이 하나로 합쳐지지 않은 것으로 보아 완전히 다 자란 개체는 아닌 것 같다. 성체는 2 미터까지 자라는 프로토케라톱스와 비슷한 크기였을 수 있다.
다른 각룡류와 마찬가지로 그라킬리케라톱스도 초식성이었을 것이다. 강력한 부리와 날카로운 이빨을 이용하 질긴 식물의 잎이나 줄기를 먹었을 것이다. 당시 고비 사막의 식물상에 대해서는 알려진 것이 거의 없어서 어떤 식물을 먹었을지는 알 수 없다.

## 같이 보기
- 렙토케라톱스
- 미크로케라톱스